# Sporting Clube de Portugal 2008-2009
Questa voce raccoglie le informazioni riguardanti lo Sporting Clube de Portugal nelle competizioni ufficiali della stagione 2008-2009.

## Stagione
Nella stagione 2008-2009 lo Sporting Lisbona conquista la settima Supercoppa di Portogallo della propria storia, battendo i rivali del Porto per 2-0. Contro i Dragões vengono però eliminati al quarto turno della Taça de Portugal, mentre contro i concittadini del Benfica perdono la finale di Taça da Liga. In Champions League lo Sporting viene eliminato agli ottavi di finale dal Bayern Monaco con un risultato complessivo di 12-1, subendo il passivo aggregato più ampio nella storia della competizione. La sconfitta casalinga per 0-5 e quella esterna per 1-7 sono altresì le peggiori sconfitte mai subite in competizioni europee dalla squadra portoghese. In campionato, la squadra di Paulo Bento si classifica al secondo posto, alle spalle del Porto.

## Rosa
| N. |                       | Ruolo | Calciatore      |
| -- | --------------------- | ----- | --------------- |
| 1  | Portogallo (bandiera) | P     | Rui Patrício    |
| 3  | Portogallo (bandiera) | D     | Daniel Carriço  |
| 4  | Brasile (bandiera)    | D     | Ânderson Polga  |
| 5  | Brasile (bandiera)    | D     | Pedro Silva     |
| 6  | Portogallo (bandiera) | C     | Adrien Silva    |
| 7  | Russia (bandiera)     | C     | Marat Izmajlov  |
| 8  | Brasile (bandiera)    | D     | Ronny           |
| 10 | Montenegro (bandiera) | C     | Simon Vukčević  |
| 11 | Brasile (bandiera)    | A     | Derlei          |
| 12 | Portogallo (bandiera) | D     | Marco Caneira   |
| 13 | Portogallo (bandiera) | D     | Tonel           |
| 16 | Portogallo (bandiera) | P     | Tiago Ferreira  |
| 18 | Argentina (bandiera)  | D     | Leandro Grimi   |
| 19 | Portogallo (bandiera) | P     | Ricardo Batista |
| 20 | Portogallo (bandiera) | A     | Yannick Djaló   |

| N. |                       | Ruolo | Calciatore        |
| -- | --------------------- | ----- | ----------------- |
| 22 | Brasile (bandiera)    | A     | Rodrigo Tiuí      |
| 23 | Portogallo (bandiera) | A     | Hélder Postiga    |
| 24 | Portogallo (bandiera) | C     | Miguel Veloso     |
| 25 | Portogallo (bandiera) | C     | Bruno Pereirinha  |
| 26 | Brasile (bandiera)    | C     | Fábio Rochemback  |
| 28 | Portogallo (bandiera) | C     | João Moutinho     |
| 30 | Argentina (bandiera)  | C     | Leandro Romagnoli |
| 31 | Brasile (bandiera)    | A     | Liédson           |
| 35 | Portogallo (bandiera) | C     | Diogo Rosado      |
| 38 | Portogallo (bandiera) | D     | Pedro Mendes      |
| 39 | Portogallo (bandiera) | A     | Wilson Eduardo    |
| 41 | Portogallo (bandiera) | D     | Cédric Soares     |
| 45 | Nigeria (bandiera)    | C     | Rabiu Ibrahim     |
| 46 | Brasile (bandiera)    | C     | Renato Neto       |
| 78 | Portogallo (bandiera) | D     | Abel Ferreira     |

## Risultati

### Taça de Portugal
| Arbitro: | Carlos Xistra (Setúbal) |

|  |           |             |
|  | Marcatori | 30’ Liédson |

| Arbitro: | Bruno Paixão (Setúbal) |

|                                 |                      |                                           |
| Liédson 29’                     | Marcatori            | 59’ Hulk                                  |
| Miguel Tiuí Moutinho Polga Abel | Tiri di rigore 4 – 5 | Lisandro Costa Lino Bruno Alves Rodríguez |

### Taça da Liga
| Arbitro: | Carlos Xistra (Setúbal) |

|                                     |           |  |
| Djaló 37’ Liédson 70’ Romagnoli 90’ | Marcatori |  |

| Arbitro: | Manuel de Sousa (Porto) |

|  |           |              |
|  | Marcatori | 88’ Vukčević |

| Arbitro: | Duarte Gomes (Lisbona) |

|                                                 |           |              |
| Liédson 45’, 48’, 87’ Izmajlov 66’ Vukčević 75’ | Marcatori | 9’ Cristiano |

| Arbitro: | Carlos Xistra (Setúbal) |

|                                                  |           |             |
| Romagnoli 36’ (rig.), 48’ (rig.) Derlei 66’, 81’ | Marcatori | 9’ Sektioui |

| Arbitro: | Lucílio Batista (Setúbal) |

|                                              |                      |                                              |
| Pereirinha 49’                               | Marcatori            | 75’ (rig.) Reyes                             |
| Romagnoli Rochemback Moutinho Derlei Postiga | Tiri di rigore 2 – 3 | Aimar Cardozo Katsouranīs David Luiz Martins |

### Champions League

#### Fase a gironi
| Arbitro: | Duhamel |

|                                |           |           |
| Márquez 21’ Eto'o 60’ Xavi 87’ | Marcatori | 72’ Tonel |

| Arbitro: | Rizzoli |

|                          |           |  |
| Romagnoli 55’ Derlei 86’ | Marcatori |  |

| Arbitro: | Fandel |

|  |           |             |
|  | Marcatori | 76’ Liédson |

| Arbitro: | Hamer |

|            |           |  |
| Derlei 73’ | Marcatori |  |

| Arbitro: | Trefoloni |

|                        |           |                                                                   |
| Miguel 65’ Liédson 66’ | Marcatori | 14’ Henry 17’ Piqué 49’ Messi 67’ (aut.) Caneira 73’ (rig.) Bojan |

| Arbitro: | Allaerts |

|  |           |           |
|  | Marcatori | 19’ Djaló |

#### Fase a eliminazione diretta
| Arbitro: | Layec |

|  |           |                                                  |
|  | Marcatori | 42’, 63’ (rig.) Ribéry 57’ Klose 84’, 90+1’ Toni |

| Arbitro: | Hansson |

|                                                                                                 |           |              |
| Podolski 7’, 34’ Polga 39’ (aut.) Schweinsteiger 43’ van Bommel 74’ Klose 82’ (rig.) Müller 90’ | Marcatori | 42’ Moutinho |

### Supertaça Cândido de Oliveira
| Arbitro: | Carlos Xistra (Castelo Branco) |

|  |           |                |
|  | Marcatori | 45’, 57’ Djaló |